# Patricia Cutts
Pour les articles homonymes, voir Cutts.

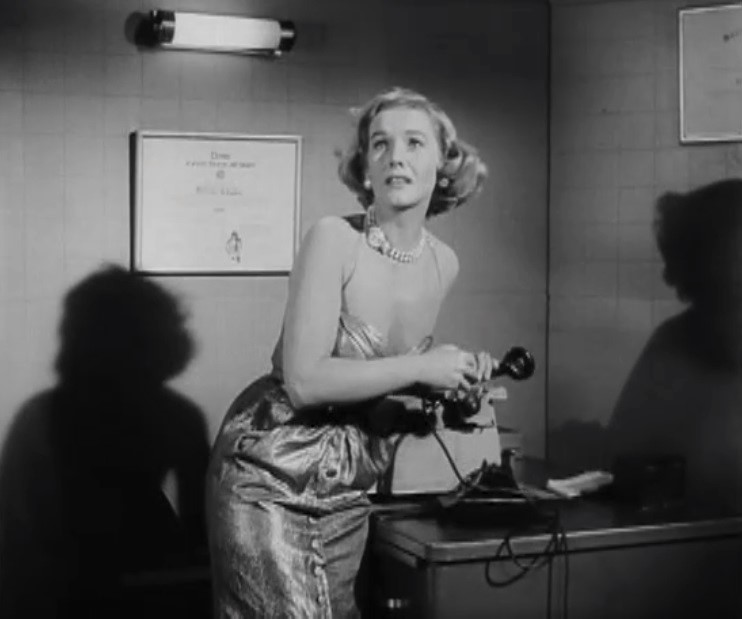
Dans Le Désosseur de cadavres (1959)

De g. à d. : Patricia Cutts, Ann Todd et Angela Lansbury, dans la série Playhouse 90, épisode The Grey Nurse Said Nothing (1959, photo promotionnelle)

Patricia Cutts, née le 20 juillet 1926 à Londres (Angleterre), ville où elle est morte le 6 septembre 1974, est une actrice anglaise.

## Biographie
Fille du réalisateur Graham Cutts (1884-1958), Patricia Cutts est élève à la Royal Academy of Dramatic Art de Londres, dont elle sort diplômée en 1943.
Partageant sa carrière entre son pays natal et les États-Unis, elle contribue au cinéma à seize films britanniques ou américains, depuis un court métrage de 1946 jusqu'à Private Road de Barney Platts-Mills (1971, avec Susan Penhaligon et Bruce Robinson).
Entretemps, mentionnons L'Homme qui aimait les rousses d'Harold French (1955, avec Moira Shearer et John Justin), Le Désosseur de cadavres de William Castle (1959, avec Vincent Price et Judith Evelyn) et La Bataille de la mer de Corail de Paul Wendkos (1959, avec Cliff Robertson et Gia Scala).
À la télévision (britannique et américaine), outre trois téléfilms (1949-1953-1960), elle apparaît dans vingt-six séries, la première en 1953. Ultérieurement, citons Alfred Hitchcock présente (un épisode, 1958), Perry Mason (deux épisodes, 1959-1966) et Aventures dans les îles (deux épisodes, 1960-1961).
Elle joue pour la dernière fois au petit écran dans deux épisodes du feuilleton britannique Coronation Street, le second diffusé le 26 août 1974, dix jours avant sa mort prématurée à 48 ans, par suicide aux barbituriques en son appartement londonien.
Au théâtre, Patricia Cutts joue notamment à Broadway (New York), où elle débute dans la pièce La Meneuse de jeu (en) de Thornton Wilder (1956-1957, avec Ruth Gordon et Arthur Hill). Suivent la comédie musicale Kean (en) (1961-1962, avec Alfred Drake et Joan Weldon), puis deux autres pièces, Photo Finish de (et avec) Peter Ustinov (1963, en doublure) et enfin Chaque mercredi de Muriel Resnik (en) (1965-1966, en remplacement de Rosemary Murphy).

## Filmographie partielle

### Cinéma
- 1948 : Just William's Luck (en) de Val Guest : la secrétaire de Gloria
- 1949 : Allez coucher ailleurs (I Was a Male War Bride) d'Howard Hawks : une fille à la porte d'entrée
- 1950 : Your Witness (en) de Robert Montgomery : Alex Summerfield
- 1951 : The Long Dark Hall de Reginald Beck et Anthony Bushell : Rose Mallory
- 1954 : The Happiness of Three Women (en) de Maurice Elvey : Irene Jennings
- 1955 : L'Homme qui aimait les rousses (The Man Who Loved Redheads) d'Harold French : Bubbles
- 1958 : Le Fou du cirque (Merry Andrew), de Michael Kidd : Letitia Fairchild
- 1959 : Le Désosseur de cadavres (The Tingler) de William Castle : Isabel Stevens Chapin
- 1959 : La Mort aux trousses (North by Northwest) d'Alfred Hitchcock : une patiente à l'hôpital
- 1959 : La Bataille de la mer de Corail (Battle of the Coral Sea) de Paul Wendkos : Lieutenant Peg Whitcomb
- 1971 : Private Road de Barney Platts-Mills : Erica Talbot

### Télévision
(séries)
- 1958 : Alfred Hitchcock présente (Alfred Hitchcock Presents), saison 3, épisode 25 Barbara (Flight to the East) d'Arthur Hiller : Barbara Denim
- 1958 : Studio One, saison 10, épisode 27 Mrs. Harris Goes to Paris de David Greene : Penny Penrose
- 1958 : Climax!, saison 4, épisodes 24 et 32 The Volcano Seat (Parts I & II) de David Swift : Sharon Barton
- 1958-1959 : Playhouse 90
  - Saison 2, épisode 29 Turn Left at Mount Everest (1958) de Daniel Petrie : Sally Gates
  - Saison 4, épisode 5 The Grey Nurse Said Nothing (1959) : Mavis Greenop
- 1959-1966 : Perry Mason
  - Saison 2, épisode 26 The Case of the Dangerous Dowager (1959) de Buzz Kulik : Sylvia Oxman
  - Saison 3, épisode 15 The Case of the Bogus Buccaneers (1966) d'Arthur Marks : Ann Eldridge
- 1960-1961 : Aventures dans les îles (Adventures in Paradise)
  - Saison 1, épisode 20 Les Exilés (Prisoner in Paradise, 1960) de Józef Lejtes : Mavis Compton
  - Saison 2, épisode 31 La Dame des faubourgs (Flamin' Lady, 1961) de Jus Addiss : Jeanie
- 1964 : Suspicion (The Alfred Hitchcock Hour), saison 2, épisode 32 Body in the Barn de Joseph M. Newman : Samantha Wilkins
- 1966 : L'Extravagante Lucy (The Lucy Show), saison 5, épisode 11 Lucy and Pat Collins : la vendeuse
- 1974 : Coronation Street, feuilleton, épisodes (sans titres) 1418 et 1419 : Blanche Hunt

## Théâtre à Broadway (intégrale)
(pièces, sauf mention contraire)
- 1956-1957 : La Meneuse de jeu (en) (The Matchmaker) de Thornton Wilder (version révisée de sa pièce The Merchant of Yonkers), mise en scène de Tyrone Guthrie : Irene Molloy[1] (en remplacement)
- 1961-1962 : Kean (en), comédie musicale, musique et lyrics de Robert Wright et George Forrest, livret de Peter Stone (d'après la pièce éponyme d'Alexandre Dumas et sa version révisée par Jean-Paul Sartre), chorégraphie et mise en scène de Jack Cole : Lady Amy Goswell
- 1963 : Photo Finish de Peter Ustinov, mise en scène de Nicholas Garland et Peter Ustinov : Stella (en doublure)
- 1965-1966 : Chaque mercredi (Any Wednesday) de Muriel Resnik (en), costumes de Theoni V. Aldredge : Dorothy Cleves[2] (en remplacement)